# Arribas (Lugo)
Arribas es una aldea española situada en la parroquia de Puebla del Brollón, del municipio de Puebla del Brollón, en la provincia de Lugo, Galicia.

## Geografía
Está situado a 390 metros de altitud, al oeste de la villa de Puebla del Brollón.

## Demografía
| Gráfica de evolución demográfica de Arribas entre 2000 y 2020 |
|                                                               |
| Datos según el nomenclátor publicado por el INE.              |